# Хліборобна сільська рада
Хліборо́бна сільська рада (рос. Хлеборобный сельский совет) — сільське поселення у складі Бистроістоцького району Алтайського краю Росії.
Адміністративний центр — село Хліборобне.

## Населення
Населення — 1069 осіб (2019; 1264 в 2010, 1436 у 2002).

## Склад
До складу сільської ради входять:
| Населений пункт       | Населення, осіб (2002) | Населення, осіб (2010) |
| --------------------- | ---------------------- | ---------------------- |
| Первомайський, селище | 70                     | 40                     |
| Смоленський, селище   | 426                    | 375                    |
| Хліборобне, село      | 940                    | 849                    |